# Subprefeitura da Capela do Socorro
A Subprefeitura da Capela do Socorro é uma das 32 subprefeituras da cidade de São Paulo, sendo regida pela Lei nº 13.999 de 1º de agosto de 2002.
É composta por três distritos: Socorro, Grajaú e Cidade Dutra, que, somados, ocupam uma área de 134,2 quilômetros quadrados, habitada por mais de seiscentos (600) mil pessoas, sendo a subprefeitura com a maior populosa administrada no município.
A partir de 1975, a ocupação da Região da Capela do Socorro tornou-se legalmente subordinada à Lei de Proteção dos Mananciais e à legislação de zoneamento industrial.[carece de fontes?]
Atualmente, a Subprefeitura da Capela do Socorro tem como subprefeito o professor e empresário, João Batista de Santiago, que assume o cargo até 2020.

## História
A região que compreende a Capela do Socorro era anteriormente habitado pelos índios Tupis, que acabaram tendo que regressar para a região de Parelheiros. A primeira ocupação europeia é datada de 1827, quando no Porto de Santos desembarcaram 120 imigrantes alemães. Esses imigrantes estabeleceram-se em parte na região da Capela do Socorro. Infelizmente pouco restou dessa ocupação, sendo o remanescente poucas famílias (os Schunck, Reeberg, Roschel, Hessel, Guilger etc.).
No início do século XX houve o começo do projeto de controle de vazão do do rio Tietê, a região foi beneficiada com retificação do Rio Pinheiros (diminuindo a região alagadiça) e a construção da Represa Guarapiranga (aumentando a oferta de energia). Por advento da seca de 1924 houve a ampliação do projeto com a construção da Represa Billings.
Com construção das represas houve a instalação de diversos equipamentos públicos e privados de lazer (como parques, clubes, áreas de recreação, etc.), juntamente com a construção da estrada Washington Luís (atual avenida Washington Luís) e posteriormente a Avenida Interlagos fizeram com que a ocupação do solo e a especulação imobiliária alavancasse durante a segunda metade do século XX. Dois projetos imobiliários que se destacaram foi a Vila Friburgo e a "Interlagos - Balneário Satélite de São Paulo", esse último construído pela Auto Estradas S.A.
A partir da década de 1940, a Subprefeitura de Santo Amaro teve um grande aumento no número de indústrias, passando a acomodar parte do crescimento urbano da cidade , que fez com que muitos trabalhadores dessas indústrias buscassem moradia na Capela do Socorro. Um exemplo desse tipo de ocupação foi a Cidade Dutra, que foi planejada e construída pela Auto Estradas S.A. para atender a demanda residencial, e virou um vetor de desenvolvimento. O desenvolvimento industrial e urbano foi alavancado nas décadas de 50, 60 e 70 com a construção  da Marginal Pinheiros e a ampliação e construção de logradouros públicos.
Em 1975, a Lei de Proteção dos Mananciais e a legislação de zoneamento industrial colocou um "freio" no desenvolvimento desenfreado, visando assim um controle na qualidade ambiental e de crescimento. Neste mesmo período começa a se constatar os primeiros assentamentos irregulares, principalmente próximo a córregos. Estima-se que atual mente existam duzentos (200) bairros irregulares e duzentas e vinte (220) favelas.

## Área
Aproximadamente 90% de sua extensão está introduzida em uma área de proteção aos mananciais encarregados pelo abastecimento de 30% da população da Região Metropolitana do Estado de São Paulo. A Prefeitura Regional da Capela de Socorro é concebida pelos distritos de Grajaú, Socorro e Cidade Dutra, com uma superfície de 134 quilômetros quadrados, que equivalem a 8,8% do território do município. A região da Capela de Socorro, que se localiza ao sul do Município de São Paulo, expande-se por uma ampla área inferior aos canais dos rios Guarapiranga e Jurubatuba, se limitando ao norte com a Subprefeitura de Santo Amaro através do rio Jurubatuba, a oeste com a Subprefeitura de M'Boi Mirim através do Rio e a Represa do Guarapiranga, a leste com a Subprefeitura de Cidade Ademar e os Municípios de São Bernardo do Campo e Diadema  (separados pela Represa Billings), e por fim, ao sul, com a Subprefeitura de Parelheiros.

## Equipamentos públicos
- Bibliotecas
- Cultura
- Guarda Municipal Metropolitana Capela do Socorro
- Unidade Descomplica SP Capela do Socorro[12]
- Banco do Brasil Capela do Socorro
- Educação[13]
- Esportes
- 99º Junta de Serviço Militar Capela do Socorro[14]
- Parques
- Mercados
- UNISA - Universidade Santo Amaro - Campus Interlagos
- Saúde[15]
- Telecentros
- Transportes[16][17]
- Bom Prato
- Programa Acessa São Paulo
- Corpo de Bombeiros Capela do Socorro
- Posto Público de Acesso a Internet
- 27º Batalhão de Polícia Militar Metropolitano[18]
- Distritos Polícia Civil: 102º DP Socorro, 101º DP Jd. Imbuias, 85º DP Jd. Mirna, 48º DP Cidade Dutra.[19]
- Campeonato Municipal de Futebol Amador de São Paulo

## Transporte público
A Capela do Socorro conta com quatro estações da CPTM em pleno funcionamento e uma em fase de construção, sendo elas:
- Estação Autódromo, recebe esse nome pela proximidade com o autódromo de Interlagos;
- Estação Primavera-Interlagos;
- Estação Grajaú, esta estação é adjacente ao terminal urbano de ônibus de mesmo nome;
- Estação Bruno Covas/Mendes–Vila Natal;
- Estação Varginha (em construção), ao lado da estação será construído o novo terminal urbano de ônibus de mesmo nome.

A subprefeitura conta com dois terminais urbanos de ônibus, administrados pela SPTrans, sendo eles:
- Terminal Grajaú, adjacente a estação de mesmo nome;
- Terminal Varginha, esse terminal irá mudar futuramente para um local mais próximo ao Jardim Varginha, atualmente esse terminal se encontra dentro dos limites do bairro de Parelheiros.

## Represas
Foi criada, a partir das Represas, uma capacidade de lazer até então desconhecida na Região proporcionando acentuada especulação imobiliária ao redor de loteamentos para a construção de equipamentos recreativos. As extensas áreas ao redor das represas passaram a serem caracterizadas pela presença de Clubes de Campo, Clubes Náuticos e Balneários e Chácaras de Recreio.